# HD 18552
HD 18552，又名BD+37 675，SAO 56067、HR 894，是一颗恒星，视星等为6.11，位于銀經149.09，銀緯-18.11，其B1900.0坐标为赤經2h 53m 51.7s，赤緯+37° -18.11′ 1″。